# Commana
Commana (en bretó Kommanna) és un municipi francès, situat a la regió de Bretanya, al departament de Finisterre. L'any 2006 tenia 995 habitants. A l'inici del curs 2007 el 37,4% dels alumnes del municipi eren matriculats a la primària bilingüe.

## Demografia
| 1962                                       | 1968  | 1975  | 1982  | 1990  | 1999 |
| ------------------------------------------ | ----- | ----- | ----- | ----- | ---- |
| 1.462                                      | 1.370 | 1.262 | 1.153 | 1.061 | 988  |
| Des de 1962: població sense dobles comptes |       |       |       |       |      |

## Administració
| Període   | Identitat             | Partit |
| --------- | --------------------- | ------ |
| 2001-2008 | Raymond Lever         |        |
| 2008-     | Marie-Thérèse Lancien |        |